# 裁判所法
裁判所法（さいばんしょほう、昭和22年4月16日法律第59号）は、裁判所（最高裁判所・下級裁判所）の組織、裁判官などの裁判所職員や司法試験に合格した司法修習生の任免、任命資格、裁判事務の取扱等に関する日本の法律である。
1947年4月16日公布、5月3日施行。
最高裁判所の根拠法令は日本国憲法であるが、下級裁判所の根拠法令は、本法である。所管は法務省大臣官房司法法制部司法法制課および審査監督課。

## 予審制等の廃止
前身法は、明治憲法公布の前日に公布された裁判所構成法（1890年2月10日公布、11月1日施行）。
敗戦時の最上級審は、司法省（のちの法務省）が所管していた大審院で、法律としては判事懲戒法及び行政裁判法、行政庁ノ違法処分ニ関スル行政裁判ノ件（明治23年法律第106号）、裁判所構成法中改正（大正2年法律第6号）、（樺太の）裁判所の設立に関する件（昭和13年法律第11号）などがあった。
また刑事手続では、大正11年刑訴法の起訴便宜主義と、地方裁判所の予備審問の制度、警察による違警罪即決例が共存していた。
戦後、極東委員会の占領政策の下、日本国憲法発布の前段階として、憲法第76条の「すべて司法権は、最高裁判所及び法律の定めるところにより設置する下級裁判所に属する。」の規定に基づき裁判所法及び裁判所法施行法が施行された。
帝国議会衆議院は1947年3月17日に裁判所法案を可決した際、「官僚独善の弊害の打破」の付帯決議を行った。
一、　裁判所は、憲法が国民に対し保障せる、人権尊重の精神に徹し、官僚独善の弊風を打破し、形式主義を排除し、真に国民の信頼に応うる裁判民主化のために努力すべし。

一、　陪審制度に関しては、単に公判陪審に止まらず、起訴陪審をも考慮するとともに、民事に関する陪審制度に対しても十分なる研究を為すべし。
一方、同時に公布された裁判所法施行法（昭和22年法律第60号）によって違警罪即決例、予備審問制度・判事懲戒法が廃止され、刑事訴訟法が規定していた起訴便宜主義のみが残存した。

## 概説
第12条は司法行政事務に関して規定している。第48条は裁判官の身分保障について規定し、これに基づき裁判官の報酬等に関する法律や懲戒処分の手続が設定されている。

## 構成
- 第1編 総則（1 - 5条）
  - 3条（裁判所の権限）
  - 5条（裁判官）
- 第2編 最高裁判所（6 - 14条の3）
  - 9条（大法廷・小法廷）
- 第3編 下級裁判所（15 - 38条）
  - 第1章 高等裁判所
  - 第2章 地方裁判所
  - 第3章 家庭裁判所
  - 第4章 簡易裁判所
- 第4編 裁判所の職員および司法修習生（39 - 68条）
  - 第1章 裁判官
    - 50条（定年）

  - 第2章 裁判官以外の裁判所の職員
  - 第3章 司法修習生
- 第5編 裁判事務の取扱（69 - 78条）
  - 第1章 法廷
  - 第2章 裁判所の用語
  - 第3章 裁判の評議
  - 第4章 裁判所の共助
- 第6編 司法行政（80 - 82条）
- 第7編 裁判所の経費（83条）
- 附則

## 改正
- 司法制度改革のための裁判所法等の一部を改正する法律（平成15年法律第128号）
- 裁判所法の一部を改正する法律（平成16年法律第8号）
- 裁判所法の一部を改正する法律（平成29年法律第23号）